# Филей (сын Еврисака)
Филей — персонаж древнегреческой мифологии. Царь Саламина. Сын Еврисака, внук Аякса. Либо сын Аякса, ставший афинянином, основатель рода Филаидов и предок Мильтиада. Передал Саламин афинянам. Его статуя в Дельфах воздвигнута афинянами. Эпоним рода Филаидов в центральном Бравроне, полная родословная приводится у Маркеллина.